# Wilhelm Leuschner
Wilhelm Leuschner (15 de junio de 1890, en Bayreuth, Baviera - 29 de septiembre de 1944, en Berlín-Plötzensee) fue un sindicalista y político socialdemócrata alemán. Un oponente temprano del nazismo, fue uno de los organizadores de la resistencia soterrada (guio la resistencia de los sindicatos), entrando en contacto con sindicalistas y grupos burgueses, eclesiásticos, aristocráticos y militares. Como resultado de su implicación en el intento de asesinato de Hitler el 20 de julio de 1944 Leuscher fue ejecutado.

## Biografía
Nacido en 1890, hijo del alfarero Wilhelm Friedrich Leuschner y la costurera Maria Barbara Dehler, Leuschner creció en la pobreza. En 1899 sus padres se casaron y su padre le declaró hijo legítimo.
En 1904, empezó su aprendizaje como escultor de madera. En 1907 terminó el aprendizaje y se unió al sindicato de los escultores de madera de Bayreuth. En ocasión de la Exposición de Jugendstil (Art Nouveau), se trasladó a Darmstadt, donde trabajó en una fábrica de muebles.
Se casó con Elisabeth Batz en 1911, la madre de sus dos hijos. En 1913, ingresó en el Partido Socialdemócrata de Alemania (SPD) y se involucró más profundamente con el sindicalismo.
Tras luchar en la Primera Guerra Mundial en los frentes oriental y occidental de 1916 a 1918, se convirtió en consejero de la ciudad de Darmstadt y presidente de los sindicatos de esta ciudad en 1919. En 1924, se convirtió en miembro de la Legislatura de Hesse (Landtag) por el SPD. En 1928 pasó a ser ministro del Interior de Hesse. En el Landtag en ese tiempo, Leuschner a menudo se encontró en desacuerdo con el jurista y miembro del Landtag Dr. Werner Best, que representaba al NSDAP y después se convertiría en una figura prominente del régimen nazi.
En 1931 Leuschner intentó acusar a Adolf Hitler y Werner Best de alta traición porque Best había planeado un golpe de Estado de los nacionalsocialistas, pero en 1932 el proceso fue sobreseído. En noviembre de 1931 Leuschner publicó los Documentos de Boxheim o Boxheimer Dokumente, en los cuales Best detallaba prescripciones y decreto-leyes para asegurar la subida al poder de los nacionalsocialistas en el caso de un supuesto golpe de Estado de los comunistas. Entre otras cosas estas prescripciones preveían un deber de trabajar y el racionamiento de alimentos.
En enero de 1933, Leuschner fue elegido para el consejo de la Confederación General Sindical Alemana (Allgemeiner Deutscher Gewerkschaftsbund o ADGB).
En marzo de 1933, después de la toma de poder por los nazis, Leuschner fue obligado a dimitir, y renunció a su puesto como ministro del Interior de Hesse. En mayo de 1933 Leuschner fue detenido por tres días en el curso del programa de desmantelamiento sindical de los nazis y fue maltratado por las SA. Después recibió el encargo de legitimar la organización nazi Frente Alemán del Trabajo (Deutsche Arbeitsfront) ante participantes de una conferencia internacional, pero se negó a hacerlo y en lugar de eso informó a ellos sobre la situación política verdadera en la Alemania nazi. A mediados de junio de 1933, fue arrestado de nuevo y retenido y maltratado durante un año en varias prisiones y campos de concentración.
En junio de 1934, fue liberado y empezó a organizar la resistencia sindical. En 1936, se hizo cargo de un pequeño taller que producía utensilios para pubs, pero que pronto se convirtió en el centro del liderazgo ilegal del Reich de los sindicatos alemanes.
Leuschner luchó activamente en esos grupos de resistencia cercanos al sindicalismo[cita requerida] y mantuvo contacto con el Círculo de Kreisau y también con el grupo de la resistencia en torno a Carl Friedrich Goerdeler. Con el tiempo fue una figura clave para el complot del 20 de julio. Después del planificado golpe de Estado, Leuschner estaba destinado a convertirse en vicecanciller de Alemania. Sin embargo el atentado del 20 de julio de 1944 de Claus von Stauffenberg contra Hitler en la Guarida del Lobo en Prusia Oriental fracasó.
Leuschner fue arrestado el 16 de agosto de 1944 e interrogado y torturado, pero no indicó a los otros conspiradores. Luego fue llevado ante el Volksgerichtshof, donde fue sentenciado a muerte el 8 de septiembre de 1944. La sentencia fue llevada a cabo el 29 de septiembre de 1944 en Berlín-Plötzensee, una prisión en Berlín, donde entre 1933 y 1945 se ejecutaron a más de 2 800 personas.
Numerosas escuelas, calles y plazas reciben el nombre de Leuschner, incluyendo una escuela en Darmstadt y una plaza y una estación de tren en Leipzig.[cita requerida] Para enero de 2018, según el sitio web del semanario Die Zeit, Zeit Online, había 159 calles, carreteras y plazas en Alemania llamadas en honor a Leuschner.
El estado alemán de Hesse concede una medalla nombrada "Wilhelm-Leuschner-Medaille".